# Saint-Pierre-du-Jonquet
Saint-Pierre-du-Jonquet är en kommun i departementet Calvados i regionen Normandie i norra Frankrike. Kommunen ligger i kantonen Troarn som ligger i arrondissementet Caen. År 2022 hade Saint-Pierre-du-Jonquet 291 invånare.

## Befolkningsutveckling
Antalet invånare i kommunen Saint-Pierre-du-Jonquet
Referens:INSEE